# ۸۵ نهنگ
۸۵ نهنگ یک ستاره است که در صورت فلکی برج حمل قرار دارد.